# Scopula hanna
Scopula hanna là một loài bướm đêm trong họ Geometridae.